# Beau Mirchoff
Beau Mirchoff est un acteur américano-canadien, né le 13 janvier 1989 à Seattle (Washington).
Il est connu pour son rôle de Matty McKibben dans la série télévisée américaine Awkward et pour les rôles secondaires dans les séries télévisées Heartland, Desperate Housewives, The Fosters et Good Trouble.

## Biographie

### Enfance et formation
William Beau Mirchoff est né le 13 janvier 1989 à Seattle dans l'état de Washington. Son père Bill est un podologue de Californie et sa mère Kelley, originaire de Seattle, travaille pour le Cabinet de la Colombie-Britannique. Il grandit à Victoria, Colombie-Britannique avec son frère aîné, Luke et sa sœur cadette, Raeanna,.

### Carrière

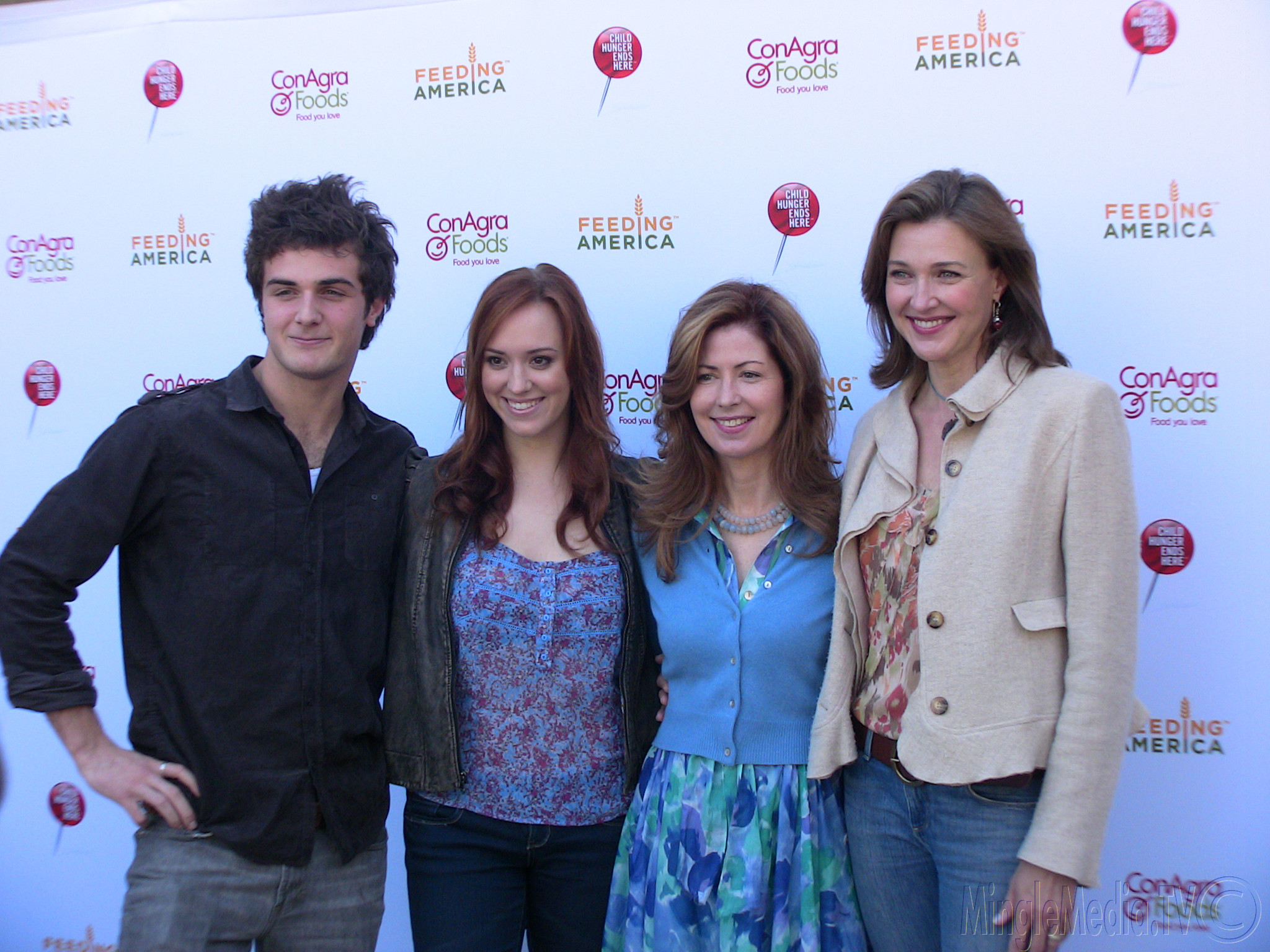
Beau Mirchoff, Andrea Bowen, Dana Delany et Brenda Strong en 2010.

Beau Mirchoff se fait remarquer pour son rôle dans un court métrage The Play Bubbly Stiltskin, qui présente également d'autres artistes comme Kevin Clarke, Desmond & Cronin Jaryd Olson.
Scary Movie 4 est son premier long métrage dans lequel il tient le rôle de Robbie Ryan. En 2007, il part au Canada pour endosser un personnage récurrent dans la série nommée Heartland lors de la première saison. Il décroche le rôle principal dans le film The Grudge 3, tourné en Bulgarie.
En 2009, il rejoint la distribution de Desperate Housewives dans dix-huit épisodes de la sixième saison, dans lequel il interprète Danny Bolen.
En 2011, il est annoncé qu'il rejoint la série télévisée Awkward, au côté d'Ashley Rickards, dans le rôle principal de Matty McKibben. La série diffuse entre le 19 juillet 2011 et le 24 mai 2016 sur MTV. Pour ce rôle, il est notamment récompensé dans la catégorie « Révélation masculine de l'année » lors de la 14e cérémonie des Teen Choice Awards.
En 2013, il participe au tournage du film The Secret Lives of Dorks (en) aux côtés de Vanessa Marano et Riley Voelkel.
En 2017, il rejoint la distribution du film de science-fiction L'Expérience interdite : Flatliners réalisé par Niels Arden Oplev dans le rôle secondaire de Brad Mauser. Il est aux côtés d'Elliot Page, Nina Dobrev et Kiefer Sutherland,.
En octobre 2018, il rejoint la distribution de Good Trouble, avec Maia Mitchell et Cierra Ramirez dans la série dérivée de The Fosters où il reprend le rôle de Jamie Hunter en tant que récurrent,. La série est diffusée depuis le 8 janvier 2019 sur la chaîne américaine, Freeform. En mars 2020, il est promu régulier pour la troisième saison. En 2022, il quitte la série au début de la quatrième saison avec Maia Mitchell.
En juin 2018, il rejoint la distribution principale de la série télévisée, Now Apocalypse réalisée par Gregg Araki dans le rôle de Ford. Il est aux côtés de Tyler Posey, Avan Jogia et Jacob Artist. La série sera diffusée le 10 mars 2019 sur la chaîne américaine Starz,.
En 2022, il est à l'affiche du téléfilm Hidden Gems aux côtés de Hunter King (en). Le film sera diffusé le 4 juin sur Hallmark Channel.

### Vie privée
Il a été en couple avec l'actrice Jeanine Mason de 2011 à 2019,. En 2020, il se fiance avec Jenny Meinenn à la Tour Eiffel à Paris.

## Filmographie

### Films
- 2006 : Scary Movie 4 de David Zucker : Robbie
- 2007 : In the Land of Women de Jon Kasdan : un adolescent
- 2009 : The Grudge 3 de Toby Wilkins : Andy
- 2011 : Numéro Quatre de D. J. Caruso : Drew
- 2013 : The Secret Lives of Dorks (en) de Salomé Breziner (en) : Clark
- 2014 : Born To Race: Fast Track de Alex Ranarivelo (en) : Jake Kendall
- 2014 : Poker Night de Greg Francis : Stan Jeter
- 2015 : See You in Valhalla de Jarret Tarnol : Johnny
- 2016 : Divorce: The Greatest Hits de Michael Medico : Ron (court métrage)
- 2017 : All Summers End de Kyle Wilamowski : Eric
- 2017 : L'Expérience interdite : Flatliners de Niels Arden Oplev : Brad Mauser
- 2022 : Detective Knight: Rogue de Edward John Drake : Casey Rhodes

### Téléfilms
- 2009 : Les Deux Visages de ma fille (Stranger with My Face) de Jeff Renfroe : Gordon Lambert
- 2013 : Le Retour des Sorciers: Alex contre Alex (en) (The Wizards Return: Alex vs. Alex) de Victor Gonzalez (en) : Dominic
- 2013 : Camp Sunshine de Kanin Guntzelman : Junior Handcourt - également producteur exécutif
- 2015 : Pacte sur le campus : Will Lasalleref[17]
- 2016 : Good Fortune de Pamela Fryman : Dave
- 2017 : Party Boat de Dylan Kidd : Jonathan
- 2022 : Hidden Gems (Coup de Foudre sous l'océan) de Maclain Nelson : Jack

### Séries télévisées
- 2003 - 2011 : Les Experts : Miami : Jared Hatch (2 épisodes - saison 1, épisode 20 / saison 9, épisode 20)
- 2003 : Roméo ! : Chase (saison 1, épisode 2)
- 2007 - 2008 : Heartland : Ben Stillman (6 épisodes[18])
- 2009 - 2010 : Desperate Housewives : Danny Bolen (18 épisodes[19])
- 2011 - 2016 : Awkward : Matty McKibben (rôle principal, 89 épisodes[20]) - également réalisateur d'un épisode[21]
- 2011 : The Protector (saison 1, épisode 6)
- 2012 : Les Experts : Jake Pychan (saison 12, épisode 17)
- 2015 : Aquarius : Rick Zondervan (saison 1, épisodes 1, 10 et 11)
- 2016 : On Hiatus with Monty Geer : Moe (1 épisode)
- 2018 : The Fosters : Jamie Hunter (3 épisodes)
- 2018 : I'm Dying Up Here : Saul Hudson (3 épisodes)
- 2019-2022 : Good Trouble : Jamie Hunter (rôle récurrent, principal saison 3 - 45 épisodes)
- 2019 : Now Apocalypse : Ford Halstead (rôle principal, 10 épisodes)
- 2021 : Narcos: Mexico : Steve Sheridan (4 épisodes)

## Distinction
| Année | Prix                                 | Catégorie                       | Nomination | Résultat |
| ----- | ------------------------------------ | ------------------------------- | ---------- | -------- |
| 2012  | 14e cérémonie des Teen Choice Awards | Révélation masculine de l'année | Awkward    | Lauréat  |